# Otto Abeles
Pour les articles homonymes, voir Abeles.
Otto Abeles naît le 1er mai 1879 à Rohatec et meurt le 25 mai 1945 à Tröbnitz. Il est écrivain, journaliste et juriste.

## Biographie
Otto Abeles naît à Rohatec le 1er mai 1879. Après avoir passé ses années de lycée à Brno, en Tchéquie, il étudie le droit à Vienne et devient docteur en droit en 1905.
Il est l'un des fondateurs de l'association étudiante sioniste Veritas et du mouvement sioniste en Moravie. De 1915 à 1921, il publie avec Ludwig Yomtow Bató (de) le calendrier national juif.
En 1919, il est cofondateur, rédacteur et critique théâtral du premier quotidien sioniste Wiener Morgenzeitung, puis éditeur et rédacteur en chef avec Leopold Plaschkes (de) à partir de 1926 et jusqu'à la fermeture du journal en 1927.
Après avoir été déchu de sa nationalité allemande pour des raisons raciales en décembre 1940, l'université de Vienne lui retire également son titre de docteur en mai 1941.
En mai 1944, il est déporté au camp de concentration de Bergen-Belsen via le camp de transit de Westerbork. Il est mort après la libération des suites de sa détention.